# Карло Де Медічі
Ка́рло Де Ме́дічі (італ. Carlo De Medici) — третій президент футбольного клубу «Інтернаціонале» з 1910 по 1912 рік.
За часів його президентства «Інтер» здобув свій перший чемпіонський титул (1909–1910), через два роки після заснування клубу.